# Jessica Morrison
Pour les articles homonymes, voir Morrison.
Jessica Morrison, née le 18 mai 1992 à Melbourne (Australie), est une rameuse australienne. Elle est sacrée championne olympique du quatre sans barreur féminin aux Jeux olympiques d'été de 2020.

## Carrière
Elle commence le sport de haut-niveau en natation en remporte une médaille d'or du 4 x 100 m nage libre lors des Universiade d'été de 2011 à Shenzhen mais doit abandonner ce sport après une blessure à l'épaule en 2013.
Elle remporte le titre olympique en quatre sans barreur aux Jeux olympiques d'été de 2020 avec ses compatriotes Lucy Stephan, Rosemary Popa et Annabelle McIntyre.

## Palmarès

### Jeux olympiques
- médaille d'or du quatre sans barreur aux Jeux olympiques d'été de 2020 à Tokyo

### Championnats du monde
- médaille d'argent du huit aux Championnats du monde 2019 à Linz
- médaille d'argent du deux sans barreur aux Championnats du monde 2019 à Linz